# Stefan Harassek
Stefan Harassek (ur. 29 września 1890 w Krakowie, zm. 7 grudnia 1952) – polski historyk filozofii.

## Życiorys
Syn Henryka i Stefanii z Mydlarskich. Maturę z odznaczeniem zdał w 1909 w Gimnazjum św. Jacka w Krakowie. W latach 1909- 1914 studiował na Uniwersytecie Jagiellońskim. Stopień doktora uzyskał w 1915 na podstawie pracy Kant w Polsce przed 1830 Habilitował się w 1925 r. na Wydziale Filozoficznym UJ i od 1926 aż do wybuchu wojny prowadził wykłady z historii filozofii. W 1928 ożenił się z Zofią Ujwary. W 1937 został współpracownikiem Komisji Historii Literatury PAU. 6 listopada 1939, pomimo spóźnienia na „wykład” sturmbannführera SS Brunona Müllera, został aresztowany w ramach akcji przeciwko profesorom uniwersyteckim, a następnie trafił do obozu koncentracyjnego Sachsenhausen. Od listopada 1943 przebywał w Pilźnie, gdzie zaangażował się w tajne nauczanie, w Krakowie uczył propedeutyki filozofii, a w Pilźnie języka polskiego i polskiej historii.
W latach 1945–1950 kierownik Katedry Filozofii II na Uniwersytecie Marii Curie-Skłodowskiej w Lublinie, wykładał również na Katolickim Uniwersytecie Lubelskim.
Zajmował się dziejami filozofii XIX wieku, ze szczególnym uwzględnieniem filozofii polskiej.

## Wybrane publikacje
- Kant w Polsce przed rokiem 1830 (praca doktorska), Gebethner i Wolff, Kraków 1916.
- Idea pokoju w dziejach myśli ludzkiej, Warszawa 1949.